# Изправен човек
Изправеният човек (Homo erectus) е изчезнал вид от род Човек, смятан за предшественик на Homo antecessor, а чрез него и на съвременните хора (Homo sapiens). Фосили на Homo erectus са датирани от средата на плейстоцена насам.

## Изследване
Йожен Дюбоа открива Яванския човек в Индонезия през 1891 година и го нарича Pithecanthropus erectus. По-късно е класифициран в род Homo от Ернст Майр. Важна стъпка в изследванията на вида е откриването на Турканското момче край езерото Туркана в Кения от Ричард Лийки и Камоя Кимеу през 1984 година.
Сред съществуващите фосили на Homo erectus са:
- Явански човек (1891) – първоначално наречен Pithecanthropus erectus
- Пекински човек (1927)
- Турканско момче (1984; понякога класифицирано като Homo ergaster)

## Еволюция и разпространение
Еволюцията на H. erectus е предмет на продължителни спорове. Днес се смята, че видът произлиза от по-ранните видове в род Homo, като се появява преди около 2 милиона години в Източна Африка и постепенно разширява ареала си на изток. Фосили на възраст 1,8 до 1 милион години са открити в Индия, Китай и Индонезия.
Според някои изследователи морфологичните различия между ранните африкански находки (класическия Homo ergaster) и тези от Азия и по-късните африкански находки (Homo erectus) не са достатъчни, за да бъдат класифицирани те като два отделни вида.
Homo erectus е един от най-продължително съществувалите видове на род Homo. Смята се, че от него произлизат няколко вида и подвида:
```
Homo erectus

  |-> 
Homo erectus soloensis

  |-> 
Homo erectus palaeojavanicus

  |-> 
Homo floresiensis

  \-> 
Homo antecessor

         | |-> 
Homo heidelbergensis

         | \-> 
Homo neanderthalensis

         \-> 
Homo sapiens

               | |-> 
Homo rhodesiensis

               | \-> 
Homo cepranensis

               \-> 
Homo sapiens sapiens
```

Откриването на Homo floresiensis и най-вече неговото продължително съществуване подсказва, че може би на островите в Югоизточна Азия са съществували многобройни видове, произлизащи от Homo erectus, които още не са открити.

## Физически характеристики
Находките на Homo erectus показват значително сходство със съвременния човек, но мозъкът е с около 25% по-малък (950 – 1100 cm3). Въпреки това обемът на черепа е по-голям, отколкото при Homo habilis, челото е по-малко наклонено и зъбите са по-дребни. Средната височина е около 1,80 m. Половият диморфизъм е подобен на този при H. sapiens, като мъжете са малко по-едри.

## Начин на живот
Първоначално Homo erectus използва характерните за Homo habilis примитивни инструменти в стил Олдувай. Преди около 1,2 милиона години се появяват по-разнообразните и сложни инструменти от типа Ашьол.
Homo erectus и Homo ergaster са първите хора, които се вписват приблизително в категорията ловци-събирачи. Според антрополози като Ричард Лийки общественият живот на Homo erectus е по-сходен с този на съвременните хора, отколкото с този на предходните видове. За това говори увеличеният обем на черепа и по-сложната технология за изработване на инструменти. В същото време изследването на Турканското момче показва, че изправеният човек няма възможност да издава усложнени звуци, сравними с говора на съвременните хора.
Според някои хипотези Homo erectus е можел да контролира огъня. Макар да има сведения на възраст 1,5 милиона години, които може би подказват контролирана употреба на огън, най-старите широко признати данни са от преди 300 хиляди години, към края на съществуването на вида.

## Любопитно.
През 2021-2022 геологът Крейг Фебел (Университета "Рутгерс" в Ню Джърси) и неговият изследователски екип откриват фосилни отпечатъци в Северна Кения. Чрез тях те установяват, че 1,5 милиона години пр. Хр. са съществували два отделни вида хоминиди независимо един от друг: Homo erectus и Paranthropus boisei. И двата вида  вероятно са се движели с изправена стойка, както други хоминини. Homo erectus, считан за пряк предшественик на съвременните хора,е оцелял повече от милион години след направата на тези отпечатъци, докато Paranthropus boisei изчезнал само няколко стотин хиляди години по-късно. 